# DAR 10
DAR 10 (ДАР 10) là một loại máy bay ném bom hạng nhẹ/trinh sát của Bulgaria.

## Biến thể
DAR-10A
DAR-10F

## Quốc gia sử dụng
Bulgaria
- Không quân Bulgary

## Tính năng kỹ chiến thuật (DAR-10)
Dữ liệu lấy từ Jane's Aircraft Recognition Guide 
Đặc điểm tổng quát
- Kíp lái: 2
- Chiều dài: 9,54 m (31,3 feet)
- Sải cánh: 12,20 m (40 feet)
- Chiều cao: 3,3 m (10,8 feet)
- Diện tích cánh: 22,2 m² (239 ft²)
- Trọng lượng rỗng: 1.843 kg (4.063 lb)
- Trọng lượng có tải: 2.570 kg (5.666 lb)
- Động cơ: 1 × Alfa Romeo 128 R.C.21, 708 kW (950 hp)

 Hiệu suất bay 
- Vận tốc cực đại: 410 km/h (255 mph)
- Tầm bay: 1.170 km (727 dặm)
- Trần bay: 7.250 m (23.785 feet)

Trang bị vũ khí

- 2x súng máy 7,92 mm
- 2x súng máy 7,7 mm
- 1x pháo 20 mm
- 500 kg bom